# Liste des évêques et archevêques de Boston
Liste des évêques et archevêques de Boston. Érigé le 8 avril 1808 par détachement de l'archidiocèse de Baltimore, le diocèse de Boston est élevé au rang d'archidiocèse le 12 février 1875.

## Ordinaires

### Sont évêques
- 8 avril 1808 - 13 janvier 1823 : Jean Lefebvre de Cheverus (Jean-Louis Anne Madelain Lefebvre de Cheverus), originaire de Montauban. Nommé évêque de Montauban, puis archevêque de Bordeaux (1826). Cardinal (1836).
- 13 janvier 1823 - 10 mai 1825 : siège vacant, sous administration ex officio de l'archevêque de Baltimore
- 10 mai 1825 - † 11 août 1846 : Benedict J. Fenwick, S.J.
- 11 août 1846 - † 13 février 1866 : John B. Fitzpatrick, auparavant coadjuteur
- 13 février 1866 - 12 février 1875 : John J. Williams, auparavant coadjuteur

#### Sont archevêques
- 12 février 1875 - † 30 août 1907 : John J. Williams, promu archevêque.
- 30 août 1907 - † 22 avril 1944 :  William O’Connell, auparavant coadjuteur. Cardinal (1911).
- 25 septembre 1944 - 8 septembre 1970 : Richard Cushing, auparavant évêque auxiliaire. Cardinal (1958).
- 8 septembre 1970 - † 17 septembre 1983 : Humberto Sousa Medeiros, auparavant évêque de Brownsville (Texas). Cardinal (1973).
- 11 janvier 1984 - 13 décembre 2002 : Bernard Law, auparavant évêque de Springfield-Cape Girardeau (Missouri), démissionnaire[1], archiprêtre de Sainte-Marie-Majeure (2004-2011). Cardinal (1985).
- 13 décembre 2002 - 1er juillet 2003 :  siège vacant
  - Richard Gerard Lennon, évêque auxiliaire, administrateur apostolique
- 1er juillet 2003 - 5 août 2024 :  Sean O'Malley, O.F.M.Cap., auparavant coadjuteur puis évêque de Saint-Thomas (Îles Vierges américaines), évêque de Fall River, évêque de Palm Beach (Floride). Cardinal (2006). Membre du C8, président de la Commission pontificale pour la protection des mineurs.
- depuis le 5 août 2024 : Richard Henning (en)

## Évêques liés au diocèse
Par date de nomination à l'épiscopat

### Coadjuteurs et auxiliaires
- 21 novembre 1843 - 11 août 1846 : John B. Fitzpatrick, coadjuteur, succède à Benedict Fenwick.
- 9 janvier 1866 - 13 février 1866 : John J. Williams, coadjuteur, succède à John Fitzpatrick.
- 19 juin 1891 - † 6 janvier 1910 : John Brady, auxiliaire.
- 29 avril 1909 - † 2 juillet 1927 : Joseph G. Anderson, auxiliaire.
- 7 février 1906 - 30 août 1907 : William O’Connell, coadjuteur, auparavant recteur du Collège pontifical nord-américain (1895) puis évêque de Portland (Maine) (1901), succède à John Williams.
- 7 octobre 1927 - 13 mai 1932 : John B. Peterson, auxiliaire, nommé évêque de Manchester (New Hampshire).
- 30 juillet 1932 - 15 avril 1939 : Francis J. Spellman, auxiliaire, nommé archevêque de New York et ordinaire aux Forces armées. Cardinal (1946).
- 10 juin 1939 - 25 septembre 1944 : Richard Cushing, auxiliaire, nommé archevêque.
- 21 avril 1945 - † 26 novembre 1946 : Louis F. Kelleher, auxiliaire.
- 10 mai 1947 - 28 janvier 1950 : John J. Wright, auxiliaire, nommé évêque de Worcester, puis évêque de Pittsburgh (Pennsylvanie) (1959), puis préfet de la Congrégation pour le Clergé (1969-1979). Cardinal (1969).
- 11 juillet 1950 - † 20 août 1969 : Eric F. MacKenzie, auxiliaire.
- 18 juillet 1950 - † 9 juillet 1952 : Thomas F. Markham, auxiliaire.
- 21 mai 1954 - † 14 août 1973 : Jeremiah F. Minihan, auxiliaire.
- 31 octobre 1959 - 28 juin 1976 : Thomas J. Riley, auxiliaire.
- 10 juin 1968 - 30 octobre 1970 : Daniel A. Cronin, auxiliaire, nommé évêque de Fall River, puis archevêque de Hartford.
- 1er décembre 1971 - 13 avril 1976 : Joseph F. Maguire, auxiliaire, nommé coadjuteur puis évêque de Springfield au Massachusetts.
- 7 décembre 1971 - 22 janvier 1990 : Lawrence J. Riley, auxiliaire.
- 28 décembre 1974 - † 26 juillet 1980 : Joseph J. Ruocco, auxiliaire.
- 28 décembre 1974 - 17 juillet 1984 : Thomas V. Daily, auxiliaire, nommé évêque de Palm Beach (Floride) puis évêque de Brooklyn (New York).
- 28 décembre 1974 - 18 février 1985 : John M. D'Arcy, auxiliaire, nommé évêque de Fort Wayne-South Bend (Indiana).
- 28 décembre 1974 - 21 juillet 1992 : John J. Mulcahy, auxiliaire.
- 24 août 1976 - 12 septembre 1995 : Daniel A. Hart, auxiliaire, nommé évêque de Norwich (Connecticut).
- 21 juillet 1981 - 7 septembre 1993 : Alfred C. Hughes, auxiliaire, nommé évêque de Baton Rouge (Louisiane), coadjuteur (2001) puis archevêque de La Nouvelle-Orléans (2002-2009).
- 26 juin 1985 - 16 octobre 1990 : Robert J. Banks, auxiliaire, nommé évêque de Green Bay (Wisconsin).
- 19 juillet 1988 - 16 mai 1995 : Roberto O. Gonzalez Nieves, O.F.M., auxiliaire, nommé coadjuteur puis évêque de Corpus Christi (Texas) (1997), puis archevêque de San Juan de Puerto Rico (depuis 1999).
- 14 avril 1992 - † 16 avril 2001 : John R. McNamara, auxiliaire.
- 14 avril 1992 - 12 octobre 2006 : John P. Boles, auxiliaire.
- 21 novembre 1995 - 21 juillet 1998 : John B. McCormack, auxiliaire, nommé évêque de Manchester (New Hampshire).
- 21 novembre 1995 - 21 juin 2001 : William F. Murphy, auxiliaire, nommé évêque de Rockville Centre (New York).
- 24 juillet 1996 - 20 octobre 2009 : Francis Xavier Irwin, auxiliaire.
- 24 juillet 1996 - 30 juin 2010 : Emilio S. Allue, S.D.B., auxiliaire.
- 27 janvier 2000 - 10 février 2004 : Richard J. Malone, auxiliaire, nommé évêque de Portland (Maine) puis évêque de Buffalo (New York) (2012-2019).
- 29 juin 2001 - 4 avril 2006 : Richard G. Lennon, auxiliaire, administrateur apostolique (2002-2003), nommé évêque de Cleveland (Ohio).
- 29 juin 2001 - 29 juin 2014 : Walter J. Edyvean, auxiliaire.
- 12 octobre 2006 - 30 juin 2018 : John A. Dooher, auxiliaire.
- Depuis le 12 octobre 2006 : Robert F. Hennessey, auxiliaire.
- 30 juin 2010 - 30 juin 2017 : Arthur L. Kennedy, auxiliaire.
- Depuis le 30 juin 2010 : Peter J. Uglietto, auxiliaire.
- 9 novembre 2012 - 18 décembre 2013 : Robert P. Deeley, auxiliaire, nommé évêque de Portland (Maine).
- Depuis le 3 juin 2016 : Mark W. O'Connell, auxiliaire.
- Depuis le 3 juin 2016 : Robert P. Reed, auxiliaire.

### Évêques originaires du diocèse
- William Barber Tyler, évêque de Hartfort (Connecticut) (1843-1849).
- Patrick T. O'Reilly, évêque de Springfield au Massachusetts (1870-1892).
- James A. Healy, évêque de Portland (Maine) (1875-1900).
- Lawrence S. McMahon, évêque de Hartford (Connecticut) (1879-1893).
- Matthew A. Harkins, évêque de Providence (Rhode Island) (1887-1921).
- Thomas O'Gorman, prêtre pour le diocèse de Saint Paul (Minnesota), évêque de Sioux Falls (Dakota du Sud) (1896-1921).
- Edward P. Allen, évêque de Mobile (Alabama) (1897-1926).
- Louis S. Walsh, évêque de Portland (Maine) (1906-1924).
- John J. Nilan, évêque de Hartford (Connecticut) (1910-1934).
- George Marin, S.J., préfet apostolique de Xuzhou (Chine) (1931-1935)
- James A. Walsh, M.M., supérieur général de la Société des missions étrangères catholiques d'Amérique (1911-1936), évêque titulaire de Syene (de) (1933).
- Raymond Aloysius Lane, M.M., préfet (1932) puis vicaire apostolique (1940) puis évêque de Fushun (Chine) (1946-1946) et évêque titulaire d'Hypèpes (de), supérieur général de la Société des missions étrangères catholiques d'Amérique (1946-1956)
- Philip Côté (en), S.J., vicaire apostolique (1935) puis évêque de Xuzhou (en) (Chine) et évêque titulaire de Polystylus (de) (1946-1970).
- Edward F. Ryan, évêque de Burlington (Vermont) (1944-1956).
- Tomas F. Reilly, C.Ss.R., prélat (1956) puis évêque de San Juan de la Maguana (Rép. Dominicaine) (1969-1977)
- William J. McNaughton, M.M., vicaire apostolique puis évêque d'Incheon (Corée du Sud) et évêque titulaire de Thuburbo Minus (1961-2002).
- Robert Edward Mulvee (en), ordonné prêtre pour le diocèse de Manchester (New Hampshire), évêque auxiliaire de Manchester et évêque titulaire de Summa (de) (1977), évêque de Wilmington (Delaware) (1985), coadjuteur (1995) puis évêque de Providence (Rhode Island) (1997-2005).
- Tomas A. Mauro Muldoon, O.F.M., prélat (1983) puis évêque de Juticalpa (Honduras) (1987-2012).
- John J. Glynn, évêque auxiliaire aux Forces armées des États-Unis (1991-2002).
- Christopher J. Coyne (en), évêque auxiliaire d'Indianapolis (Indiana) et évêque titulaire de Mopta (de) (2011), administrateur apostolique (2011-2012), puis évêque de Burlington (Vermont) (depuis 2014).
- Mark E. Brennan (en), prêtre pour l'archidiocèse de Washington, évêque auxiliaire de Baltimore et évêque titulaire de Rusibisir (de) (2016) puis évêque de Wheeling-Charleston (depuis 2019).
- Paul Fitzpatrick Russell, archevêque titulaire de Novi (de) (2016), nonce apostolique en Turquie (en) (2016-...), au Turkménistan (en) (2016-...) et en Azerbaïdjan (en) (2018-...).

## Galerie de portraits

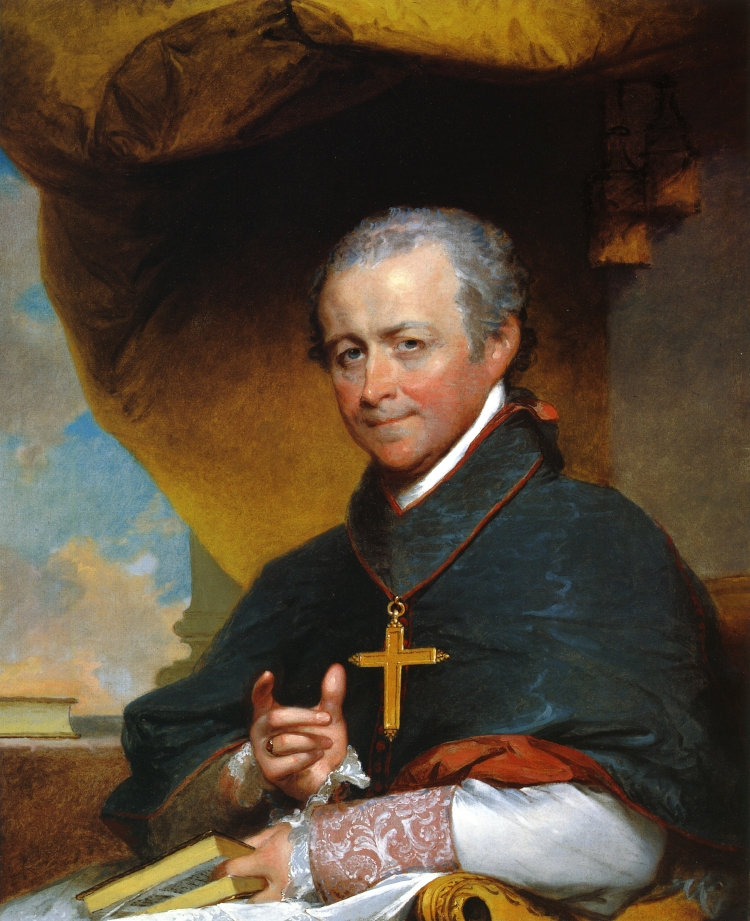
Jean-Louis Lefebvre de Cheverus (1808-1823)
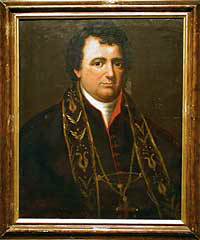
Benedict J. Fenwick (1825-1846)
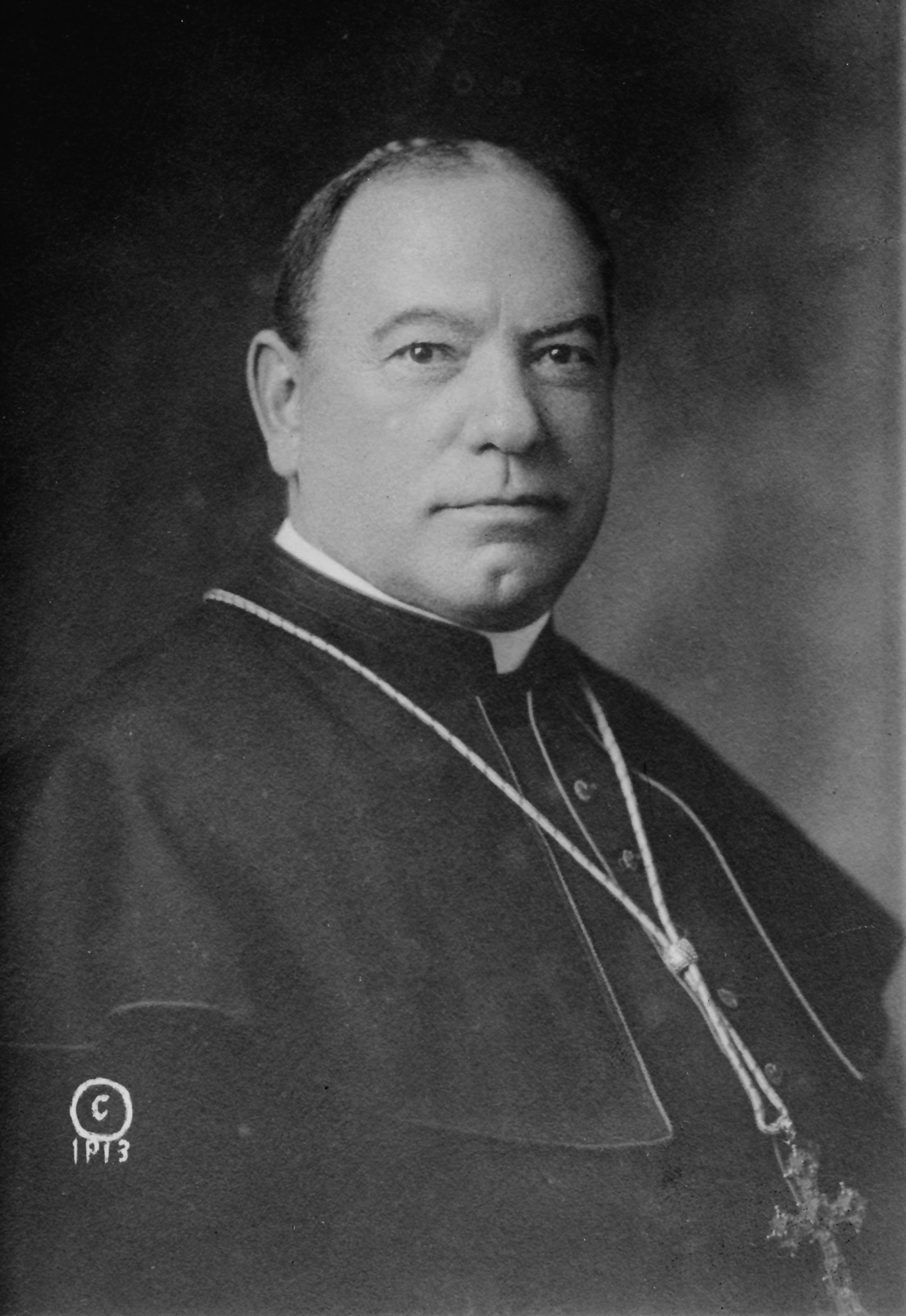
William O’Connell (1907-1944)
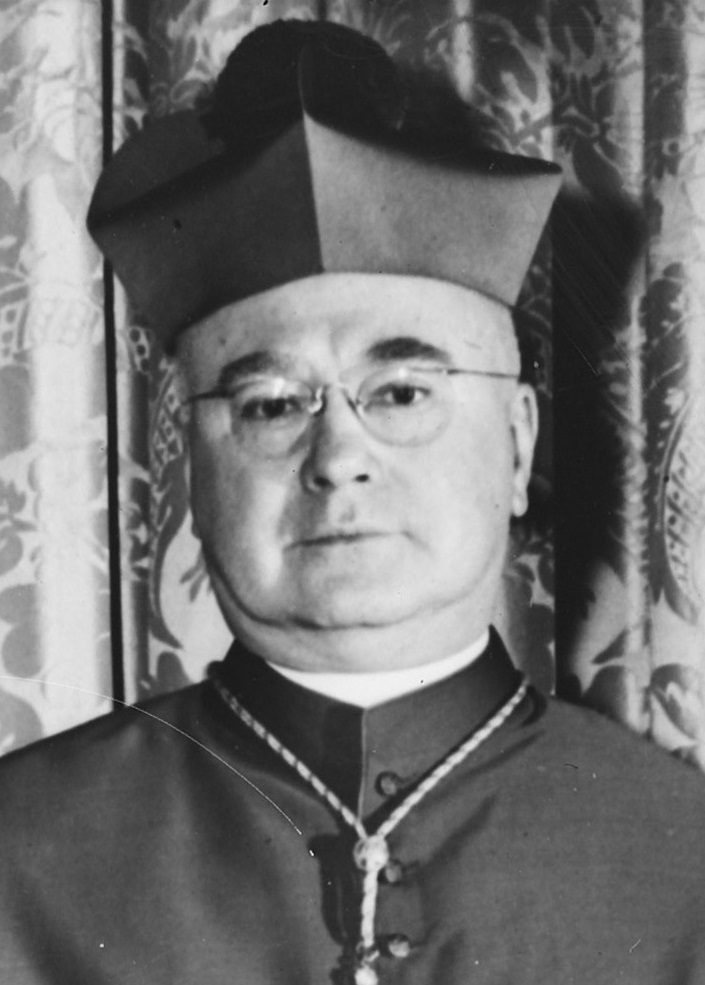
Francis Spellman, évêque auxiliaire de Boston, puis archevêque de New York et cardinal
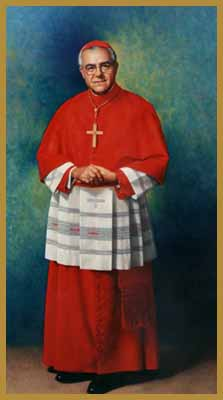
Humberto Sousa Medeiros (1970-1983)
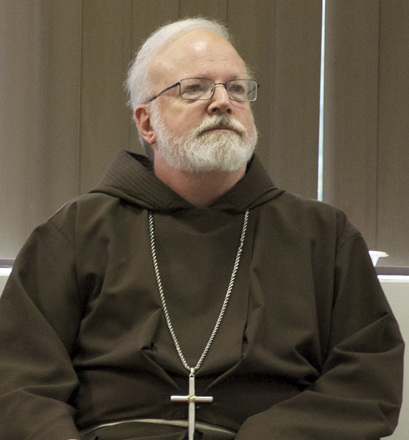
Sean O'Malley (2003-2024)